# 四氯化铅
四氯化铅是一种无机化合物，化学式为PbCl4。它是黄色的油状液体，只在0 °C以下稳定，在50℃迅速分解。它有着四面体构型，铅原子是中心原子。Pb–Cl共价键的键长为247 pm，键能为243 kJ⋅mol−1。

## 制备
四氯化铅可以由氯化铅在盐酸中和氯气反应，得到六氯合铅(IV)酸 H2PbCl6。加入氯化铵是指转化为(NH4)2PbCl6。最后溶液用浓硫酸处理，得到四氯化铅。这些反应需要在0°C以下进行：
PbCl2 + 2HCl + Cl2 → H2PbCl6
H2PbCl6 + 2 NH4Cl → (NH4)2PbCl6 + 2HCl
(NH4)2PbCl6 + H2SO4 → PbCl4+ 2HCl + (NH4)2SO4

## 化学性质

### 和水反应
四氯化铅可以和水反应，生成二氧化铅：
PbCl4 + 2H2O → PbO2(s) + 4HCl(g)

### 热稳定性
四氯化铅容易分解为氯化铅和氯气：
PbCl4 →  PbCl2 + Cl2(g)
有报道四氯化铅分解时会发生爆炸，它最好储存于黑暗中的-80°C的纯硫酸下。
碳族元素的+4氧化态的稳定性随着原子序数的增大而减弱，四氯化碳是稳定化合物，而四氯化铅很容易分解。惰性电子对效应使+2价成为了铅最稳定的氧化态，Pb原子失去最外层的所有p电子，得到稳定的s层全满的状态。